# Jack William Stocks

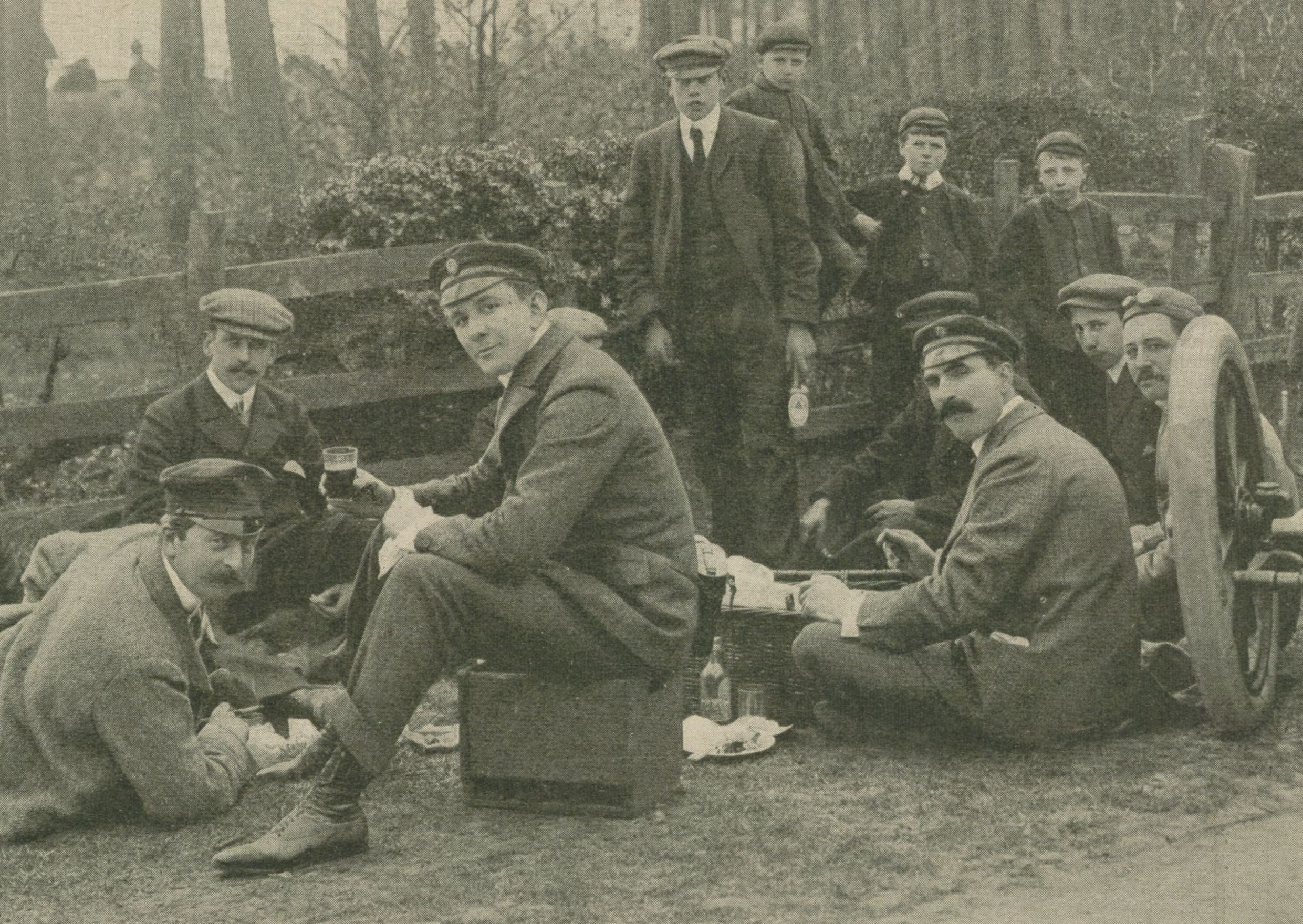
Équipe anglaise Napier en reconnaissance pour la coupe Bennett 1903 (1er plan G. à D. Stocks, Jarrott, et Edge)

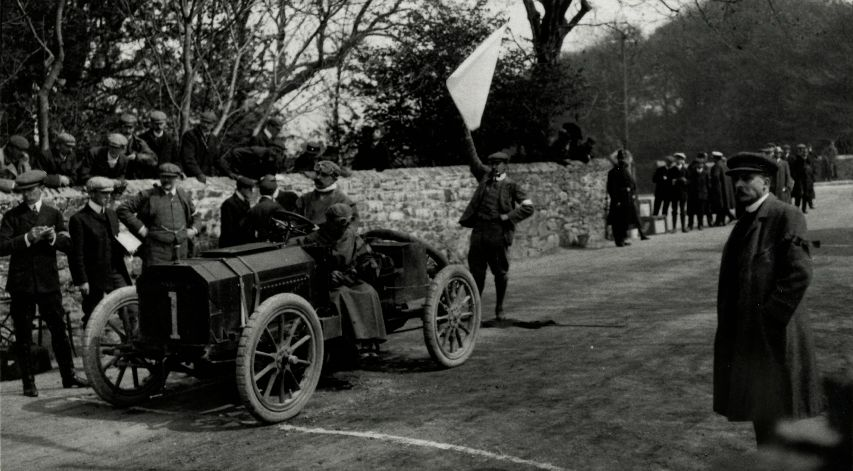
J.W. Stocks dans une Napier 55 ch au départ des épreuves éliminatoires de la coupe Gordon Bennett en 1904 sur l'île de Man

Jack William Stocks, également connu comme John William Stocks, né le 2 octobre 1871 à Hull et mort après 1933, est un coureur cycliste, puis coureur automobile anglais.

## Biographie

### Carrière cycliste
Jack William Stocks participe à sa première course cycliste en aout 1888 dans sa ville natale de Hull, où il travaille comme trieur à la poste centrale. Membre du Hull Grosvenor Cycle Club, le 27 juin 1893, il gagne, en grand-bi,  les 25 miles des championnats amateurs sur piste de la National Cyclists' Union (en) (NCU) à Newcastle,,.
Il part ensuite à Londres et devient membre du Catford Cycle Club.  Le 30 aout 1893, il bat le record de l'heure sur la piste de Herne-Hill en parcourant 40,568 km,. Le 2 septembre, associé à George E. Osmond, ils battent le record de l'heure en tandem parcourant 41,985 km dans l'heure,.  
Fin 1893, la NCU lui retire sa licence amateur et il ne peut donc pas courir en 1894. Elle le requalifie amateur début 1895 et lui retire de nouveau  en mars de la même année. Il remporte le Vase d'Or de Catford avec 296 miles et 1715 yards en douze heures, répartis sur trois jours, il le gagne une seconde fois en 1896, et il est battu par Walters en 1897.
En 1896 et 1897, Stocks détient tous les records anglais sur piste. À cinq reprises, il établit un nouveau record de l'heure avec entraineurs ; En 1896, il est le premier cycliste à franchir le mur des 50 kilomètres,.
Aux championnats du monde de cyclisme sur piste de 1896 à Copenhague, Stocks termine deuxième de la course professionnelle des stayers derrière son compatriote Arthur Chase. L’année suivante, il réussit à inverser la tendance et devient champion du monde à Glasgow devant Chase. 
En 1897, il court une série de matchs internationaux contre Tom Linton. Il gagne d'un rien en mai, sur 50 km, à Bruxelles;  il est défait nettement en juin, au Crystal Palace de Londres,,. En juillet, Il vient à Paris pour disputer un match contre Tom Linton qu'il perd au vélodrome de la Seine à Levallois,. 
Le 10 juin 1897, Il atteint le record de 32 miles et 448 yards (51,908 km) en une heure sur un cycle Ariel, entrainé par l'équipe de cyclistes professionnels Dunlop, sur quintuplettes, sur la piste du Crystal Palace à Londres,. Le 27 septembre 1897, il améliore le record britannique à 32 miles 1 086 yards (52,490 km) en une heure sur la même piste, derrière l'équipe Dunlop.
Il arrête la compétition cycliste en 1897. La NCU lui refuse sa licence alors qu'il veut recourir pour tenter de gagner définitivement le Vase d'Or de Catford en 1898,,.

### Carrière de coureur automobile
Il se tourne vers les sports mécaniques. Il participe au développement du tricycle motorisé Ariel et en 1899, il parcourt 700 km en vingt-quatre heures sur un tricycle Ariel.
En 1900, il prend part à des courses de motocycles à Manchester et participe au Thousand miles du Royal Automobile Club, événement clé dans l'histoire de l'automobile britannique. 
En 1902, Stocks devient directeur général de De Dion-Bouton Ltd en Grande-Bretagne présidé par Selwyn Edge,. En avril, Il participe à l'épreuve Glasgow-Londres où il arrive second de la portion Glasgow-York en 17 h 30 min, derrière Edge et second de York-Londres en 11 h 40 min toujours derrière Edge. En juillet, il parcourt Land's End to John o' Groats (en) (1 407 km) avec une De Dion en deux jours et 14 heures, pauses comprises. En aout, il fait le Tour d'Irlande et gagne une course sur une voiturette De Dion-Bouton 10 ch à Welbeck,. En septembre, il prend part aux épreuves d'endurance organisé par le RAC : Londres-Folkestone et retour, Londres-Eastborne et retour.
En 1903, il prend le départ de la course Gordon Bennett avec une voiture Napier moteur 4 cylindres 7 708 cm3, 45 hp,,, ; il abandonne à la suite d'une collision. Il conduit également une voiture Napier-55 ch dans les épreuves éliminatoires de la Gordon Bennett en 1904 sur l'île de Man,, à l'issue desquelles il est sélectionné comme remplaçant dans l'équipe britannique,.
En 1905, Il relie Londres à Édimbourg parcourant 640 km en 20 h 52 min, sans arrêt, avec 4 passagers à bord d'une De Dion-Bouton 15 hp-4 cylindres, et en 1906 il fait le même parcours en 20 heures avec une  De Dion-Bouton 24 hp,.
En 1908, il participe au RAC Tourist Trophy sur l'île de Man sur une De Dion-Bouton 70 hp.
Dans les années 1920, il dirige J. W. Stocks Limited situé 283-4 Broad Street, Birmingham (en), vendant des voitures Renault et Austin. 
Il est mentionné pour la dernière fois en 1933 lorsqu'il participe à une course de voitures de course d'avant la première guerre mondiale à Brooklands .

## Palmarès cyclisme sur piste

### Championnats du monde
- Copenhague  1896
  -  Médaillé d'argent du demi-fond professionnels

- Glasgow  1897
  -  Champion du monde de demi-fond professionnels